# Гончарова, Лидия Евгеньевна
Ли́дия Евге́ньевна Гончаро́ва (22 августа 1922, Петроград — 25 сентября 2014, Санкт-Петербург) — советская артистка балета и педагог, солистка Мариинского театра. Заслуженный деятель искусств Таджикской ССР (1973).

## Биография
В 1940 году окончила Ленинградское хореографическое училище (педагоги Агриппина Ваганова, Андрей Лопухов) и была принята в балетную труппу Театра оперы и балета им. Кирова. Артистка обладала «редкой тёплой красотой. С огромными глубокими глазами, выразительностью, она сразу покорила любителей балета Мариинского театра». Танцевала все ведущие характерные партии в репертуаре театра.
С 1964 года — педагог характерного танца Ленинградского хореографического училища, воспитала несколько поколений будущих артистов Мариинского театра.
В 1976—1978 годах работала педагогом Каирского института балета (Египет).

## Репертуар
- Одарка, «Тарас Бульба» Соловьёва-Седого, балетмейстер Борис Фенстер
- Половчанка, «Половецкие пляски» из оперы «Князь Игорь» А. П. Бородина, балетмейстер Михаил Фокин
- Уличная танцовщица, «Медный всадник» Р. М. Глиера, балетмейстер Ростислав Захаров,
- Испанский танец, «Лебединое озеро» П. И. Чайковского, балетмейстер Мариус Петипа
- Мерседес, Цыганский танец, «Дон Кихот» Л. Минкуса, балетмейстер Александр Горский
- Панадерос, «Раймонда» А. К. Глазунова, балетмейстер Мариус Петипа (возобновление Агриппины Вагановой)